# Puccinia cagayanensis
Puccinia cagayanensis ist eine Ständerpilzart aus der Ordnung der Rostpilze (Pucciniales). Der Pilz ist ein Endoparasit des Süßgrases Phragmites vulgaris. Symptome des Befalls durch die Art sind Rostflecken und Pusteln auf den Blattoberflächen der Wirtspflanzen. Sie ist ein Endemit Luzons, der größten Insel der Philippinen.

## Merkmale

### Makroskopische Merkmale
Puccinia cagayanensis ist mit bloßem Auge nur anhand der auf der Oberfläche des Wirtes hervortretenden Sporenlager zu erkennen. Sie wachsen in Nestern, die als gelbliche bis braune Flecken und Pusteln auf den Blattoberflächen erscheinen.

### Mikroskopische Merkmale
Das Myzel von Puccinia cagayanensis wächst wie bei allen Puccinia-Arten interzellulär und bildet Saugfäden, die in das Speichergewebe des Wirtes wachsen. Aecien oder Spermogonien der Art sind nicht bekannt. Die zimtbraunen Uredien des Pilzes wachsen beidseitig auf den Wirtsblättern und auf den Hüllrohren. Ihre gelb- bis goldgelben Uredosporen sind 19–24 × 15–18 µm groß, fast kugelig bis ellipsoid und fein stachelwarzig. Die Telien der Art sind unbekannt. Die braunen Teliosporen sind zweizellig, in der Regel länglich bis annähernd keulenförmig und 28–38 × 14–18 µm groß; oberflächlich sind sie glatt bis punktiert. Ihre Stiele sind bräunlich und bis zu 35 µm lang.

## Verbreitung
Das bekannte Verbreitungsgebiet von Puccinia cagayanensis umfasst lediglich das philippinische Cagaya.

## Ökologie
Die Wirtspflanze von Puccinia cagayanensis ist Phragmites vulgaris. Der Pilz ernährt sich von den im Speichergewebe der Pflanzen vorhandenen Nährstoffen, seine Sporenlager brechen später durch die Blattoberfläche und setzen Sporen frei. Die Art verfügt über einen Entwicklungszyklus, von dem bislang lediglich Uredien sowie deren Wirt bekannt sind; Telien, Spermogonien und Aecien konnten dem Pilz nicht zugeordnet werden.